# Castelli Calepio
Castelli Calepio ist eine italienische Gemeinde (comune) mit 10.389 Einwohnern (Stand 31. Dezember 2023) in der Provinz Bergamo, Region Lombardei. 

## Geographie
Castelli Calepio befindet sich 20 km südöstlich der Provinzhauptstadt Bergamo und 60 km nordöstlich der Metropole Mailand. 
Die Nachbargemeinden sind Capriolo (BS), Credaro, Gandosso, Grumello del Monte und Palazzolo sull’Oglio (BS).

## Sehenswürdigkeiten
Calepio
- Mittelalterliche Burg
- San Lorenzo gewidmete Kirche im gotisch-lombardischen Stil

Cividino
- Romanische Kirche San Giovanni Battista (gegründet zw. 11./12. Jahrhundert)
- Pfarrkirche
- Mönchskloster